# Lunca (gmina Lupșa)
Lunca – wieś w Rumunii, w okręgu Alba, w gminie Lupșa. W 2011 roku liczyła 110 mieszkańców.